# Дискографія Тейлор Свіфт
Музична кар'єра американської співачки Тейлор Свіфт почалася у 2005 після підписання контракту із лейблом Big Machine Records та випуску дебютного студійного альбому Taylor Swift у 2006. Альбом досяг 5 місця на музичному чарті США Billboard 200. Він став найдовше чартованою платівкою 2000-го десятиріччя, оскільки протримався на основному американському музичному чарті аж до 2011 року. Всі сингли дебютної платівки — «Tim McGraw», «Teardrops on My Guitar», «Our Song», «Picture to Burn» та «Should've Said No», увійшли у топ-40 музичного чарту США та були сертифіковані платиновою сертифікацією компанією RIAA. У 2007 Свіфт випустила мініальбом Sounds of the Season: The Taylor Swift Holiday Collection, який посів 20 місце на Billboard 200; у 2008 вийшов мініальбом Beautiful Eyes, який досяг 9 місця.
Другий студійний альбом — Fearless, вийшов у 2008 та дебютував на 1-ші місця музичних чартів США, Канади та Нової Зеландії. Платівка стала бестселером на території США у 2009, а 13 її пісень досягли топу-40 на US Billboard Hot 100. Сингли «Love Story», «You Belong with Me» та «Fearless» досягли топу-10 в США, а пісня «Love Story» стала першим синглом, який досяг першого місця на музичному чарті Австралії. Свіфт здобула перший сингл на першому місці музичному чарту Канади із піснею «Today Was a Fairytale», котра входить у альбом саундтреків до фільму «День Святого Валентина» (2010).
Третій студійний альбом Speak Now (2010) досяг 1 місця на чартах США, Австралії, Канади та Нової Зеландії. Три сингли платівки — «Mine», «Back to December» та «Mean», потрапили у топ-10 Канади. Альбом продався у понад 5 мільйонів копій по світу та здобув платинові сертифікації в США, Австралії, Канаді, Новій Зеландії.
Свіфт випустила свій четвертий студійний альбом Red у 2012. Платівка стала її першим альбомом, котрий досяг першого місця на альбомному чарті Британії; Red потрапив у топи Австралії, Канади, Ірландії, Нової Зеландії та США. Міжнародні хіти «We Are Never Ever Getting Back Together» та «I Knew You Were Trouble» досягли першого місця на чартах Канади, Нової Зеландії та США. Інші сингли платівки — «Begin Again», «22», «Red» та «Everything Has Changed», досягли топ-35 на чартах США, тоді як сингл «The Last Time» досяг 25 місця в Британії, вийшовши в якості європейського ексклюзивного синглу.
П'ятий студійний альбом — 1989, вийшов у 2014 та дебютував на 1-ші місця музичних чартів США, продаючись у 1,287 мільйонів копій за перший тиждень релізу. Платівка досягла 1 місця музичних чартів Австралії, Канади, Ірландії, Нової Зеландії та Британії. Станом на 2016 було продано понад 10,1 мільйони копій по всьому світу. Сингли «Shake It Off», «Blank Space» та «Bad Blood» досягли перших місць чартів США, Австралії та Канади. У 2016 Свіфт разом із британським співаком Зейном Маліком випустила сингл «I Don't Wanna Live Forever» у якості саундтреку до фільму «П'ятдесят відтінків темряви», який досяг першого місця чарту Швеції та другого місця чарту США.
Шостий студійний альбом Свіфт Reputation вийшов у 2017. Його перший сингл «Look What You Made Me Do» став міжнародним хітом та досяг перших місць на чартах Австралії, Канади, Ірландії, Нової Зеландії Британії та США. Станом на січень 2018 було продано 4,5 мільйони копій альбому Reputation. Сингли «...Ready for It?», «End Game» та «Gorgeous» потрапили у топ-20 чартів США, а «Delicate» досяг 46 місця на US Billboard Hot 100.
Згідно із RIAA, Свіфт є другою співачкою в США із найбільшою кількістю проданих цифрових копій синглів; за підрахунками було продано понад 106,5 мільйонів цифрових копій . Продажі альбомів перевищують 31,4 мільйони копій по США. Із приблизними продажами у 40 мільйонів альбомних копій та 130 мільйонів копій синглів, Свіфт є однією із найуспішніших виконавців в музичній історії.

## Альбоми

### Студійні альбоми
| Рік  | Альбом                                                           | Пікові позиції у чартах | Пікові позиції у чартах | Пікові позиції у чартах | Пікові позиції у чартах | Пікові позиції у чартах | Пікові позиції у чартах | Пікові позиції у чартах | Пікові позиції у чартах | Пікові позиції у чартах | Пікові позиції у чартах | Пікові позиції у чартах | Продажі                                                                | Сертифікація (таблиця продажів та сертифікатів)                                                                           |
| Рік  | Альбом                                                           | [ 4 ]                   | [ 5 ]                   | Канада                  | Німеччина               | Ірландія                | Швеція                  | Нова Зеландія           | Японія                  | Британія                | Австрія                 | Франція                 | Продажі                                                                | Сертифікація (таблиця продажів та сертифікатів)                                                                           |
| ---- | ---------------------------------------------------------------- | ----------------------- | ----------------------- | ----------------------- | ----------------------- | ----------------------- | ----------------------- | ----------------------- | ----------------------- | ----------------------- | ----------------------- | ----------------------- | ---------------------------------------------------------------------- | --- |
| 2006 | Taylor Swift - Дата релізу: 24 жовтня 2006 - Лейбл: Big Machine  | 5                       | 33                      | 14                      | —                       | 59                      | —                       | 38                      | 53                      | 81                      | —                       | —                       | - : 5,700,000                                                          | - : 5× Платини - : Платина - : Платина - : Срібло                                                                         |
| 2008 | Fearless - Дата релізу: 11 листопада 2008 - Лейбл: Big Machine   | 1                       | 2                       | 1                       | 12                      | 7                       | 12                      | 1                       | 8                       | 5                       | 14                      | 26                      | - : 7,123,100 - : 575,000                                              | - : 8× Платини - : 4× Платини - : 5× Платини - : Платина - : 2× Платини - : 3× Платини                                    |
| 2010 | Speak Now - Дата релізу: 25 жовтня 2010 - Лейбл: Big Machine     | 1                       | 1                       | 1                       | 15                      | 6                       | 18                      | 1                       | 6                       | 6                       | 16                      | 39                      | - : 4,642,200 - : 169,281 - Світ: 5,000,000                            | - : 4× Платини - : 3× Платини - : 2× Платини - : Золото - : Золото - : Платина                                            |
| 2012 | Red - Дата релізу: 22 жовтня 2012 - Лейбл: Big Machine           | 1                       | 1                       | 1                       | 5                       | 1                       | 8                       | 1                       | 3                       | 1                       | 3                       | 30                      | - : 4,400,000 - : 600,081 - : 256,000 - Світ: 6,000,000                | - : 6× Платини - : 4× Платини - : 4× Платини - : 2× Платини - : Золото - : Золото - : Платина - : 2× Платини - : Платина  |
| 2014 | 1989 - Дата релізу: 27 жовтня 2014 - Лейбл: Big Machine          | 1                       | 1                       | 1                       | 4                       | 1                       | 23                      | 1                       | 3                       | 1                       | 5                       | 9                       | - : 6,100,000 - : 530,000 - : 1,081,220 - : 197,000 - Світ: 10,100,000 | - : 9× Платини - : 6× Платини - : Діамант - : 3× Платини - : Платина - : Золото - : 3× Платини - : 3× Платини - : Платина |
| 2017 | Reputation - Дата релізу: 10 листопада 2017 - Лейбл: Big Machine | 1                       | 1                       | 1                       | 2                       | 1                       | 2                       | 1                       | 3                       | 1                       | 5                       | 11                      | - : 2,000,000 - : 80,000 - : 258,000 - : 54,976 - Світ: 4,500,000      | - : 3× Платини - : Платина - : Золото - : Золото - : Золото - : Платина                                                   |

### Концертні альбоми
| Рік  | Альбом                                                                           | Місце в чартах | Місце в чартах | Місце в чартах | Місце в чартах | Місце в чартах | Місце в чартах | Місце в чартах | Місце в чартах | Місце в чартах | Місце в чартах | Місце в чартах | Сертифікація (таблиця продажів та сертифікатів) |
| ---- | -------------------------------------------------------------------------------- | -------------- | -------------- | -------------- | -------------- | -------------- | -------------- | -------------- | -------------- | -------------- | -------------- | -------------- | ----------------------------------------------- |
| Рік  | Альбом                                                                           | США            | Австралія      | Канада         | Німеччина      | Ірландія       | Швеція         | Нова Зеландія  | Японія         | Британія       | Австрія        | Франція        | Сертифікація (таблиця продажів та сертифікатів) |
| 2007 | Rhapsody Originals - Дата релізу: листопад 2007 - Лейбл: Big Machine             | —              | —              | —              | —              | —              | —              | —              | —              | —              | —              | —              |                                                 |
| 2008 | iTunes Live from SoHo - Дата релізу: 15 січня 2008 - Лейбл: Big Machine          | —              | —              | —              | —              | —              | —              | —              | —              | —              | —              | —              |                                                 |
| 2011 | Speak Now: World Tour Live - Дата релізу: 21 листопада 2011 - Лейбл: Big Machine | 11             | 16             | 25             | —              | —              | —              | —              | —              | —              | —              | —              |                                                 |
| 2018 | Spotify Singles - Дата релізу: 13 квітня 2018 - Лейбл: Big Machine               | —              | —              | —              | —              | —              | —              | —              | —              | —              | —              | —              |                                                 |

### Мініальбоми
| Рік  | Альбом                                                                                    | Місце в чарті | Місце в чарті | Місце в чарті | Сертифікація (таблиця продажів та сертифікатів) |
| Рік  | Альбом                                                                                    | (кантрі)      | США           | (різдвяні)    | Сертифікація (таблиця продажів та сертифікатів) |
| ---- | ----------------------------------------------------------------------------------------- | ------------- | ------------- | ------------- | ----------------------------------------------- |
| 2007 | Sounds of the Season: The Taylor Swift Holiday Collection - Цифровий реліз: 2 грудня 2008 | 14            | 46            | 2             | - : Золото                                      |
| 2008 | Beautiful Eyes - Випущений: 15 липня 2008                                                 | 1             | 9             | —             |                                                 |

## Сингли

### Провідні сингли
| Назва                                                                         | Рік  | Місце в чартах | Місце в чартах | Місце в чартах | Місце в чартах | Місце в чартах | Місце в чартах | Місце в чартах | Місце в чартах | Місце в чартах | Місце в чартах | Продажі                   | Сертифікація (таблиця продажів та сертифікатів)                                                                  | Альбом                      |
| Назва                                                                         | Рік  | [ 9 ]          | [ 10 ]         | [ 11 ]         | [ 12 ]         | [ 13 ]         | [ 14 ]         | [ 15 ]         | [ 16 ]         | [ 17 ]         | [ 18 ]         | Продажі                   | Сертифікація (таблиця продажів та сертифікатів)                                                                  | Альбом                      |
| ----------------------------------------------------------------------------- | ---- | -------------- | -------------- | -------------- | -------------- | -------------- | -------------- | -------------- | -------------- | -------------- | -------------- | ------------------------- | --- | --------------------------- |
| «Tim McGraw»                                                                  | 2006 | 40             | —              | —              | —              | —              | —              | —              | —              | —              | —              | - : 1,600,000             | - : Платина | Taylor Swift                |
| «Teardrops on My Guitar»                                                      | 2007 | 13             | —              | 45             | —              | —              | —              | —              | —              | —              | 51             | - : 3,000,000             | - : 3× Платина - : Платина                                                                                       | Taylor Swift                |
| «Our Song»                                                                    | 2007 | 16             | —              | 30             | —              | —              | —              | —              | —              | —              | —              | - : 3,400,000             | - : 4× Платина - : Платина                                                                                       | Taylor Swift                |
| «Picture to Burn»                                                             | 2008 | 28             | —              | 48             | —              | —              | —              | —              | —              | —              | —              | - : 1,700,000             | - : 2× Платина - : Золото                                                                                        | Taylor Swift                |
| «Should've Said No»                                                           | 2008 | 33             | —              | 67             | —              | —              | —              | —              | 18             | —              | —              | - : 1,500,000             | - : Платина | Taylor Swift                |
| «Change»                                                                      | 2008 | 10             | —              | —              | —              | —              | —              | —              | —              | —              | —              |                           | - : Золото | AT&T Team USA Soundtrack    |
| «Love Story»                                                                  | 2008 | 4              | 1              | 4              | 16             | 14             | 3              | 3              | 3              | 10             | 2              | - : 6,000,000 - : 648,370 | - : 8× Платина - : 7× Платина - : Платина - : Золото - : 2× Платина - : Платина                                  | Fearless                    |
| «White Horse»                                                                 | 2008 | 13             | 41             | 43             | —              | —              | —              | —              | —              | —              | 60             | - : 2,000,000             | - : 2× Платина - : Золото - : Золото                                                                             | Fearless                    |
| «You Belong with Me»                                                          | 2009 | 2              | 5              | 3              | 32             | —              | 12             | 10             | 5              | 47             | 30             | - : 4,800,000             | - : 7× Платина - : 4× Платина - : Срібло - : 2× Платина - : Золото - : Платина                                   | Fearless                    |
| «Fifteen»                                                                     | 2009 | 23             | 48             | 19             | —              | —              | —              | —              | —              | —              | —              | - : 1,500,000             | - : 2× Платина - : Золото                                                                                        | Fearless                    |
| «Fearless»                                                                    | 2010 | 9              | —              | 69             | —              | —              | —              | —              | —              | —              | 111            | - : 1,000,000             | - : Платина | Fearless                    |
| «Today Was a Fairytale»                                                       | 2010 | 2              | 3              | 1              | —              | —              | 41             | 63             | 29             | —              | 57             | - : 1,600,000             | - : Платина - : Платина                                                                                          | Valentine's Day             |
| «Mine»                                                                        | 2010 | 3              | 9              | 7              | —              | —              | 38             | 6              | 16             | 48             | 30             | - : 2,300,000             | - : 3× Платина - : 2× Платина - : Золото - : Золото - : Золото                                                   | Speak Now                   |
| «Back to December»                                                            | 2010 | 6              | 26             | 7              | —              | —              | —              | —              | 24             | —              | —              | - : 2,000,000             | - : 2× Платина - : Золото                                                                                        | Speak Now                   |
| «Mean»                                                                        | 2011 | 11             | 45             | 10             | —              | —              | —              | —              | —              | —              | —              | - : 2,500,000             | - : 3× Платина - : Золото - : Золото                                                                             | Speak Now                   |
| «The Story of Us»                                                             | 2011 | 41             | 65             | 70             | —              | —              | —              | —              | —              | —              | —              |                           | - : Платина | Speak Now                   |
| «Sparks Fly»                                                                  | 2011 | 17             | 97             | 28             | —              | —              | —              | —              | —              | —              | —              | - : 1,100,000             | - : Платина | Speak Now                   |
| «Ours»                                                                        | 2011 | 13             | 91             | 68             | —              | —              | —              | —              | —              | —              | 181            | - : 1,500,000             | - : Платина | Speak Now                   |
| «Safe & Sound» (із The Civil Wars)                                            | 2011 | 30             | 38             | 31             | —              | —              | —              | —              | 11             | —              | 67             | - : 1,900,000             | - : 2× Платина - : Платина                                                                                       | The Hunger Games            |
| «Long Live» (із Paula Fernandes)                                              | 2012 | 85             | —              | —              | —              | —              | —              | —              | —              | —              | —              |                           | | Speak Now World Tour — Live |
| «Eyes Open»                                                                   | 2012 | 19             | 47             | 17             | —              | —              | 65             | —              | 6              | —              | 70             | - : 1,400,000             | - : Платина - : Золото                                                                                           | The Hunger Games            |
| «We Are Never Ever Getting Back Together»                                     | 2012 | 1              | 3              | 1              | 18             | 18             | 4              | 2              | 1              | 16             | 4              | - : 4,100,000 - : 615,751 | - : 6× Платина - : 5× Платина - : Платина - : Платина - : Платина - : Мільйон - : Золото - : 2× Платина          | Red                         |
| «Ronan»                                                                       | 2012 | 16             | —              | —              | —              | —              | —              | —              | —              | —              | —              |                           | - : Золото | Non-album single            |
| «Begin Again»                                                                 | 2012 | 7              | 20             | 4              | —              | —              | 25             | —              | 11             | —              | 30             | - : 1,000,000             | - : Платина - : Золото                                                                                           | Red                         |
| «I Knew You Were Trouble»                                                     | 2012 | 2              | 3              | 2              | 3              | 14             | 4              | 51             | 3              | 37             | 2              | - : 5,400,000 - : 833,952 | - : 6× Платина - : 6× Платина - : Платина - : Золото - : Золото - : 5× Платина - : Золото - : 2× Платина         | Red                         |
| «22»                                                                          | 2013 | 20             | 21             | 20             | —              | 155            | 12             | 53             | 23             | —              | 9              | - : 2,300,000             | - : 3× Платина - : 2× Платина - : Срібло - : Золото - : Платина - : Золото                                       | Red                         |
| «Highway Don't Care» (із Тімом Макгро)                                        | 2013 | 22             | 73             | 21             | —              | —              | —              | —              | —              | —              | —              | - : 2,300,000             | - : 2× Платина                                                                                                   | Two Lanes of Freedom        |
| «Red»                                                                         | 2013 | 6              | 30             | 5              | —              | 103            | 25             | 43             | 14             | —              | 26             | - : 1,600,000             | - : Платина - : Золото                                                                                           | Red                         |
| «Everything Has Changed» (із Едом Шираном)                                    | 2013 | 32             | 28             | 28             | —              | —              | 5              | —              | 22             | —              | 7              | - : 1,100,000             | - : Платина - : Платина - : Золото - : Золото                                                                    | Red                         |
| «Sweeter Than Fiction»                                                        | 2013 | 34             | 44             | 17             | —              | —              | 38             | —              | 26             | —              | 25             |                           | | One Chance                  |
| «The Last Time» (із Gary Lightbody)                                           | 2013 | —              | —              | 73             | —              | —              | 15             | —              | —              | —              | 25             |                           | | Red                         |
| «Shake It Off»                                                                | 2014 | 1              | 1              | 1              | 4              | 6              | 3              | 4              | 1              | 3              | 2              | - : 5,300,000 - : 962,000 | - : 9× Платина - : 6× Платина - : 2× Платина - : Золото - : Платина - : 6× Платина - : 3× Платина - : 3× Платина | 1989                        |
| «Blank Space»                                                                 | 2014 | 1              | 1              | 1              | —              | 27             | 4              | 45             | 2              | —              | 4              | - : 4,500,000 - : 650,000 | - : 7× Платина - : 5× Платина - : Платина - : 4× Платина - : Платина                                             | 1989                        |
| «Style»                                                                       | 2015 | 6              | 8              | 6              | —              | 85             | 38             | 53             | 11             | —              | 21             | - : 2,200,000             | - : 3× Платина - : 2× Платина - : Золото - : 2× Платина - : Золото                                               | 1989                        |
| «Bad Blood» (із Кендріком Ламаром)                                            | 2015 | 1              | 1              | 1              | —              | 14             | 8              | 20             | 1              | —              | 4              | - : 3,100,000             | - : 5× Платина - : 3× Платина - : Золото - : 3× Платина - : Золото                                               | 1989                        |
| «Wildest Dreams»                                                              | 2015 | 5              | 3              | 4              | —              | 122            | 39             | —              | 8              | —              | 40             | - : 2,000,000             | - : 3× Платина - : 2× Платина - : Срібло - : Платина - : Золото                                                  | 1989                        |
| «Out of the Woods»                                                            | 2016 | 18             | 19             | 8              | 23             | 70             | —              | —              | 6              | —              | 136            |                           | - : Платина - : Золото - : Золото                                                                                | 1989                        |
| «New Romantics»                                                               | 2016 | 46             | 35             | 58             | —              | 190            | —              | 90             | —              | —              | 132            |                           | - : Золото - : Золото                                                                                            | 1989                        |
| «I Don't Wanna Live Forever» (із Зейном Маліком)                              | 2016 | 2              | 3              | 2              | 2              | 4              | 4              | —              | 4              | 1              | 5              | - : 1,400,000             | - : 3× Платина - : 2× Платина - : Платина - : Платина - : Платина - : 2× Платина - : Платина - SNEP: Діамант     | Fifty Shades Darker         |
| «Look What You Made Me Do»                                                    | 2017 | 1              | 1              | 1              | 12             | 4              | 1              | 7              | 1              | 7              | 1              |                           | - : 3× Платина - : Платина - : Золото - : 2× Платина - : 3× Платина - : Золото - SNEP: Золото                    | Reputation                  |
| «...Ready for It?»                                                            | 2017 | 4              | 3              | 7              | —              | 20             | 12             | —              | 9              | 32             | 7              |                           | - : Платина - : Платина - : Срібло - : Золото - : 2× Платина                                                     | Reputation                  |
| «End Game» (із Едом Шираном та Future)                                        | 2017 | 18             | 36             | 11             | —              | 130            | 68             | —              | —              | —              | 49             |                           | - : Золото - : Золото - : Платина                                                                                | Reputation                  |
| «New Year's Day»                                                              | 2017 | —              | —              | —              | —              | —              | —              | —              | —              | —              | —              |                           | | Reputation                  |
| «Gorgeous»                                                                    | 2018 | 13             | 9              | 9              | —              | 64             | 18             | 52             | 19             | 41             | 15             |                           | - : Золото | Reputation                  |
| «Delicate»                                                                    | 2018 | 46             | 28             | 34             | —              | 169            | 31             | —              | 33             | 98             | 45             |                           | | Reputation                  |
| «—» означає, що сингл або не вийшов у цій країні, або не брав участі у чарті. |      |                |                |                |                |                |                |                |                |                |                |                           | |                             |

### Як співвиконавець
| Назва                                                                         | Рік  | Місце в чартах | Місце в чартах | Місце в чартах | Місце в чартах | Місце в чартах | Місце в чартах | Сертифікація (таблиця продажів та сертифікатів) | Альбом         |
| Назва                                                                         | Рік  | [ 9 ]          | [ 10 ]         | [ 11 ]         | [ 14 ]         | [ 16 ]         | [ 18 ]         | Сертифікація (таблиця продажів та сертифікатів) | Альбом         |
| ----------------------------------------------------------------------------- | ---- | -------------- | -------------- | -------------- | -------------- | -------------- | -------------- | ----------------------------------------------- | -------------- |
| «Two Is Better Than One» (Boys Like Girls із Тейлор Свіфт)                    | 2009 | 18             | —              | 18             | —              | —              | —              | - : Платина                                     | Love Drunk     |
| «Half of My Heart» (Джон Меєр із Тейлор Свіфт)                                | 2010 | 25             | 71             | 53             | —              | —              | —              | - : Золото                                      | Battle Studies |
| «Both of Us» (B.o.B із Тейлор Свіфт)                                          | 2012 | 18             | 5              | 23             | 26             | 10             | 22             | - : Платина - : Платина - : Золото              | Strange Clouds |
| «Babe» (Sugarland із Тейлор Свіфт)                                            | 2018 | 72             | —              | —              | —              | —              | —              |                                                 | Bigger         |
| «—» означає, що сингл або не вийшов у цій країні, або не брав участі у чарті. |      |                |                |                |                |                |                |                                                 |                |

### Промо-сингли
| Назва                                                                         | Рік  | Місце в чарті | Місце в чарті | Місце в чарті | Місце в чарті | Місце в чарті | Місце в чарті | Місце в чарті | Місце в чарті | Місце в чарті | Місце в чарті | Сертифікація (таблиця продажів та сертифікатів) | Альбом               |
| Назва                                                                         | Рік  | [ 9 ]         | [ 10 ]        | [ 11 ]        | [ 12 ]        | [ 13 ]        | [ 14 ]        | [ 15 ]        | [ 16 ]        | [ 17 ]        | [ 18 ]        | Сертифікація (таблиця продажів та сертифікатів) | Альбом               |
| ----------------------------------------------------------------------------- | ---- | ------------- | ------------- | ------------- | ------------- | ------------- | ------------- | ------------- | ------------- | ------------- | ------------- | ----------------------------------------------- | -------------------- |
| «I Heart ?»                                                                   | 2008 | —             | —             | —             | —             | —             | —             | —             | —             | —             | —             |                                                 | Beautiful Eyes       |
| «You're Not Sorry»                                                            | 2008 | 11            | —             | 11            | —             | —             | —             | —             | —             | —             | —             | - : Платина                                     | Fearless             |
| «Crazier»                                                                     | 2009 | 17            | 57            | 67            | —             | —             | —             | —             | —             | —             | 100           | - : Платина                                     | Ханна Монтана: Фільм |
| «American Girl»                                                               | 2009 | —             | —             | —             | —             | —             | —             | —             | —             | —             | —             |                                                 | Non-album single     |
| «Speak Now»                                                                   | 2010 | 8             | 20            | 8             | —             | —             | —             | —             | 34            | —             | —             | - : Золото                                      | Speak Now            |
| «If This Was a Movie»                                                         | 2011 | 10            | —             | 17            | —             | —             | —             | —             | —             | —             | 191           |                                                 | Speak Now            |
| «Superman»                                                                    | 2011 | 26            | —             | 82            | —             | —             | —             | —             | —             | —             | —             |                                                 | Speak Now            |
| «State of Grace»                                                              | 2012 | 13            | 44            | 9             | —             | —             | 43            | —             | 20            | —             | 36            | - : Золото                                      | Red                  |
| «The Moment I Knew»                                                           | 2012 | 64            | —             | 58            | —             | —             | —             | —             | —             | —             | 197           |                                                 | Red                  |
| «Come Back… Be Here»                                                          | 2012 | —             | —             | 64            | —             | —             | —             | —             | —             | —             | 188           |                                                 | Red                  |
| «Girl at Home»                                                                | 2012 | —             | —             | 75            | —             | —             | —             | —             | —             | —             | —             |                                                 | Red                  |
| «Welcome to New York»                                                         | 2014 | 48            | 23            | 19            | 27            | 85            | 55            | 80            | 6             | —             | 39            | - : Золото                                      | 1989                 |
| «Wonderland»                                                                  | 2015 | 51            | 84            | 59            | —             | —             | —             | —             | —             | —             | 171           |                                                 | 1989                 |
| «You Are in Love»                                                             | 2015 | 83            | —             | 99            | —             | —             | —             | —             | —             | —             | —             |                                                 | 1989                 |
| «Call It What You Want»                                                       | 2017 | 27            | 16            | 24            | —             | 76            | 44            | —             | 34            | —             | 29            | - : Золото                                      | Reputation           |
| «Delicate — Recorded at The Tracking Room Nashville»                          | 2018 | —             | —             | —             | —             | —             | —             | —             | —             | —             | —             |                                                 | Spotify Singles      |
| «September — Recorded at The Tracking Room Nashville»                         | 2018 | —             | —             | —             | —             | —             | —             | —             | —             | —             | —             |                                                 | Spotify Singles      |
| «—» означає, що сингл або не вийшов у цій країні, або не брав участі у чарті. |      |               |               |               |               |               |               |               |               |               |               |                                                 |                      |

## Інші чартовані пісні
| Назва                                                                         | Рік  | Місце в чарті | Місце в чарті | Місце в чарті | Місце в чарті | Місце в чарті | Сертифікація (таблиця продажів та сертифікатів) | Альбом                      |
| Назва                                                                         | Рік  | [ 9 ]         | [ 72 ]        | [ 11 ]        | Heat.         | [ 74 ]        | Сертифікація (таблиця продажів та сертифікатів) | Альбом                      |
| ----------------------------------------------------------------------------- | ---- | ------------- | ------------- | ------------- | ------------- | ------------- | ----------------------------------------------- | --------------------------- |
| «I'm Only Me When I'm with You»                                               | 2007 | —             | —             | —             | —             | —             | - : Платина                                     | Taylor Swift                |
| «Invisible»                                                                   | 2007 | —             | —             | —             | —             | —             | - : Золото                                      | Taylor Swift                |
| «Umbrella»                                                                    | 2008 | —             | —             | —             | —             | —             |                                                 | iTunes Live from SoHo       |
| «Hey Stephen»                                                                 | 2008 | 94            | —             | —             | —             | —             | - : Золото                                      | Fearless                    |
| «Breathe» (із Колбі Кейллат)                                                  | 2008 | 87            | —             | —             | —             | —             | - : Золото                                      | Fearless                    |
| «Tell Me Why»                                                                 | 2008 | —             | —             | —             | —             | —             |                                                 | Fearless                    |
| «The Way I Loved You»                                                         | 2008 | 72            | —             | —             | —             | —             |                                                 | Fearless                    |
| «Forever & Always»                                                            | 2008 | 34            | —             | 37            | —             | —             | - : Платина                                     | Fearless                    |
| «The Best Day»                                                                | 2008 | —             | —             | —             | —             | —             |                                                 | Fearless                    |
| «Jump Then Fall»                                                              | 2009 | 10            | 98            | 14            | —             | —             | - : Золото                                      | Fearless                    |
| «Untouchable»                                                                 | 2009 | 19            | —             | 23            | —             | —             |                                                 | Fearless                    |
| «Come in with the Rain»                                                       | 2009 | 30            | —             | 40            | —             | —             |                                                 | Fearless                    |
| «SuperStar»                                                                   | 2009 | 26            | —             | 35            | —             | —             |                                                 | Fearless                    |
| «The Other Side of the Door»                                                  | 2009 | 22            | —             | 30            | —             | —             |                                                 | Fearless                    |
| «Breathless»                                                                  | 2010 | 72            | —             | 49            | —             | 116           |                                                 | Hope for Haiti Now          |
| «Dear John»                                                                   | 2010 | 54            | —             | 68            | —             | —             |                                                 | Speak Now                   |
| «Never Grow Up»                                                               | 2010 | 84            | —             | —             | —             | —             | - : Золото                                      | Speak Now                   |
| «Enchanted»                                                                   | 2010 | 75            | —             | 95            | —             | —             | - : Золото                                      | Speak Now                   |
| «Better Than Revenge»                                                         | 2010 | 56            | —             | 73            | —             | —             | - : Золото                                      | Speak Now                   |
| «Haunted»                                                                     | 2010 | 63            | —             | 61            | —             | —             | - : Золото                                      | Speak Now                   |
| «Last Kiss»                                                                   | 2010 | 71            | —             | 99            | —             | —             |                                                 | Speak Now                   |
| «Innocent»                                                                    | 2010 | 27            | —             | 53            | —             | —             |                                                 | Speak Now                   |
| «Long Live»                                                                   | 2010 | 85            | —             | —             | —             | —             |                                                 | Speak Now                   |
| «Drops of Jupiter» (Live)                                                     | 2011 | —             | —             | —             | —             | —             |                                                 | Speak Now World Tour — Live |
| «I Almost Do»                                                                 | 2012 | 65            | —             | 50            | —             | —             |                                                 | Red                         |
| «Stay Stay Stay»                                                              | 2012 | 91            | —             | 70            | —             | —             |                                                 | Red                         |
| «Treacherous»                                                                 | 2012 | —             | —             | 65            | —             | —             |                                                 | Red                         |
| «All Too Well»                                                                | 2012 | 80            | —             | 59            | —             | —             |                                                 | Red                         |
| «Starlight»                                                                   | 2012 | —             | —             | 80            | —             | —             |                                                 | Red                         |
| «Holy Ground»                                                                 | 2012 | —             | —             | 89            | —             | —             |                                                 | Red                         |
| «The Lucky One»                                                               | 2012 | —             | —             | 88            | —             | —             |                                                 | Red                         |
| «Sad Beautiful Tragic»                                                        | 2012 | —             | —             | 92            | —             | —             |                                                 | Red                         |
| «All You Had to Do Was Stay»                                                  | 2014 | —             | 99            | 92            | —             | —             | - : Золото                                      | 1989                        |
| «How You Get the Girl»                                                        | 2014 | —             | —             | 81            | —             | —             |                                                 | 1989                        |
| «This Love»                                                                   | 2014 | —             | —             | 84            | —             | —             | - : Платина                                     | 1989                        |
| «I Did Something Bad»                                                         | 2017 | —             | —             | —             | 5             | —             |                                                 | Reputation                  |
| «—» означає, що сингл або не вийшов у цій країні, або не брав участі у чарті. |      |               |               |               |               |               |                                                 |                             |